# Операционные сегменты
Сегментная отчётность — часть финансовой отчётности, в которой информация относительно различных типов товаров и услуг, производимых компанией, и различных географических районах, в которых она работает, предоставлена по сегментам (компонентам бизнеса (географическим, отраслевым), функционирующим и управляемым раздельно, прибыль и риски по которым формируются независимо друг от друга).

## Выделение отчётных сегментов
Сегментная отчётность — часть финансовой отчётности, в которой информация относительно различных типов товаров и услуг, производимых компанией, и различных географических районах, в которых она работает, предоставлена по сегментам.
В каждом конкретном случае порядок выделения отчетных сегментов будет примерно одинаков:
1. Анализ управленческой отчетности компании. Должны быть выделены те виды деятельности, по которым готовится информация о доходах и расходах, рассчитываются аналитические показатели. Соотносятся данные виды деятельности с организационной структурой компании. На основании такого анализа выделяются операционные сегменты.
2. Анализ возможности объединения операционных сегментов со сходными экономическими показателями. Например, сегменты могут быть однородны по производимым продуктам, производственным процессам, ориентированы на одинаковые типы или классы потребителей и так далее.
3. Определение количественных пороговых значений, необходимых для признания сегмента отчётным. Необходимо выделить те показатели, которые выше пороговых значений.
4. Проверка, на предмет того, приходится ли на выделенные таким способом сегменты 75 % от выручки. Если нет, необходимо проводить дальнейшее выделение, чтобы раскрыть по сегментам не менее 75 % выручки.
5. Те сегменты, которые не стали отчётными, объединить в категорию «прочие».

### IAS 14
С точки зрения IAS 14 отчётный сегмент — это отраслевой или географический сегмент, определённый на основе приведенных, для которого согласно этому стандарту требуется представление сегментной информации. Термины отраслевой сегмент и географический сегмент применяются в следующих значениях:
Отраслевой сегмент — это выделяемый компонент компании, который участвует в производстве отдельного товара или услуги или группы связанных товаров или услуг, и который подвержен рискам и прибылям, отличным от рисков и прибылей других отраслевых сегментов.
Географический сегмент — это выделяемый компонент компании, который участвует в производстве товаров или услуг в конкретной экономической среде, и который подвержен рискам и прибылям, отличным от рисков и прибылей компонентов, действующих в других экономических условиях.

### Критика
В соответствии со стандартом компания должна предоставлять информацию о степени зависимости её деятельности от крупных клиентов. Если выручка от продажи одному клиенту составляет более 10 %, то каждый такой факт отражается в отчётности компании с указанием совокупной выручки по каждому такому клиенту. Такое раскрытие информации нередко приводит к раскрытию коммерческих тайн и редко находит понимание у руководства компании.

## Региональное регулирование
В Америке действует FAS-131 «Раскрытие данных о сегментах деятельности предприятия и связанной с ней информации» (англ. Disclosures about an Enterprise and Related Information).
В России действует Положение по бухгалтерскому учёту «Информация по сегментам» (ПБУ 12/2010), утверждённое приказом Минфина России от 08.11.2010 № 11н. 
Украинский стандарт бухгалтерского учёта 29 «Отчетность по сегментам» определяет методологические принципы формирования информации о доходах, расходах, финансовых результатах, активах и обязательствах отчетных сегментов и её раскрытии в финансовой отчетности. Украинский стандарт является аналогом IAS 14 «Сегментная отчетность»